# Judith et sa servante avec la tête d'Holopherne (Gentileschi, Détroit)
Pour les articles homonymes, voir Judith et sa servante.
Judith et sa Servante avec la tête d'Holopherne – en italien Giuditta con la testa di Oloferne – est un tableau réalisé par la peintre italienne Artemisia Gentileschi vers 1623-1625. Cette peinture à l'huile sur toile est une illustration d'un épisode de l'Ancien Testament. Elle représente Judith et sa servante craignant d'être découvertes juste après la décapitation d'Holopherne.
L'œuvre est conservée au Detroit Institute of Arts, à Détroit, dans le Michigan, aux États-Unis. Deux autres versions plus tardives existent par ailleurs, l'une au musée des Explorations du monde, à Cannes, en France, l'autre au musée de Capodimonte, à Naples, en Italie.

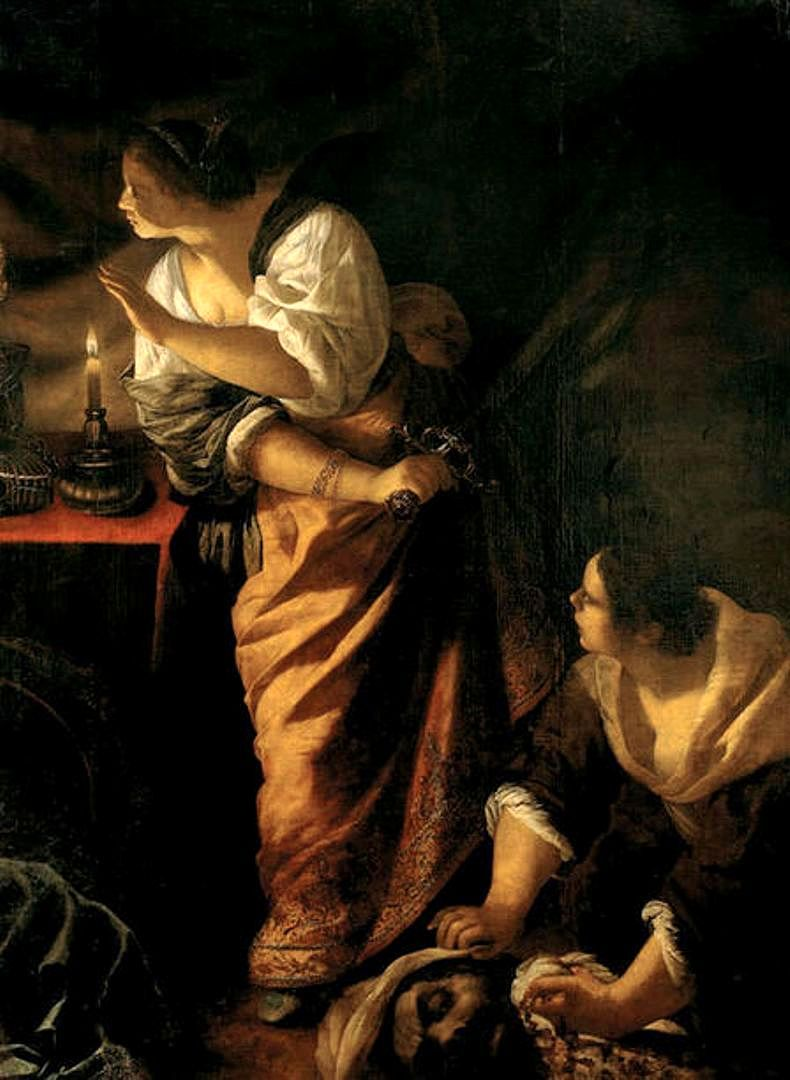
Judith et sa servante avec la tête d'Holopherne, vers 1640-1642 – Musée des Explorations du monde, Cannes.
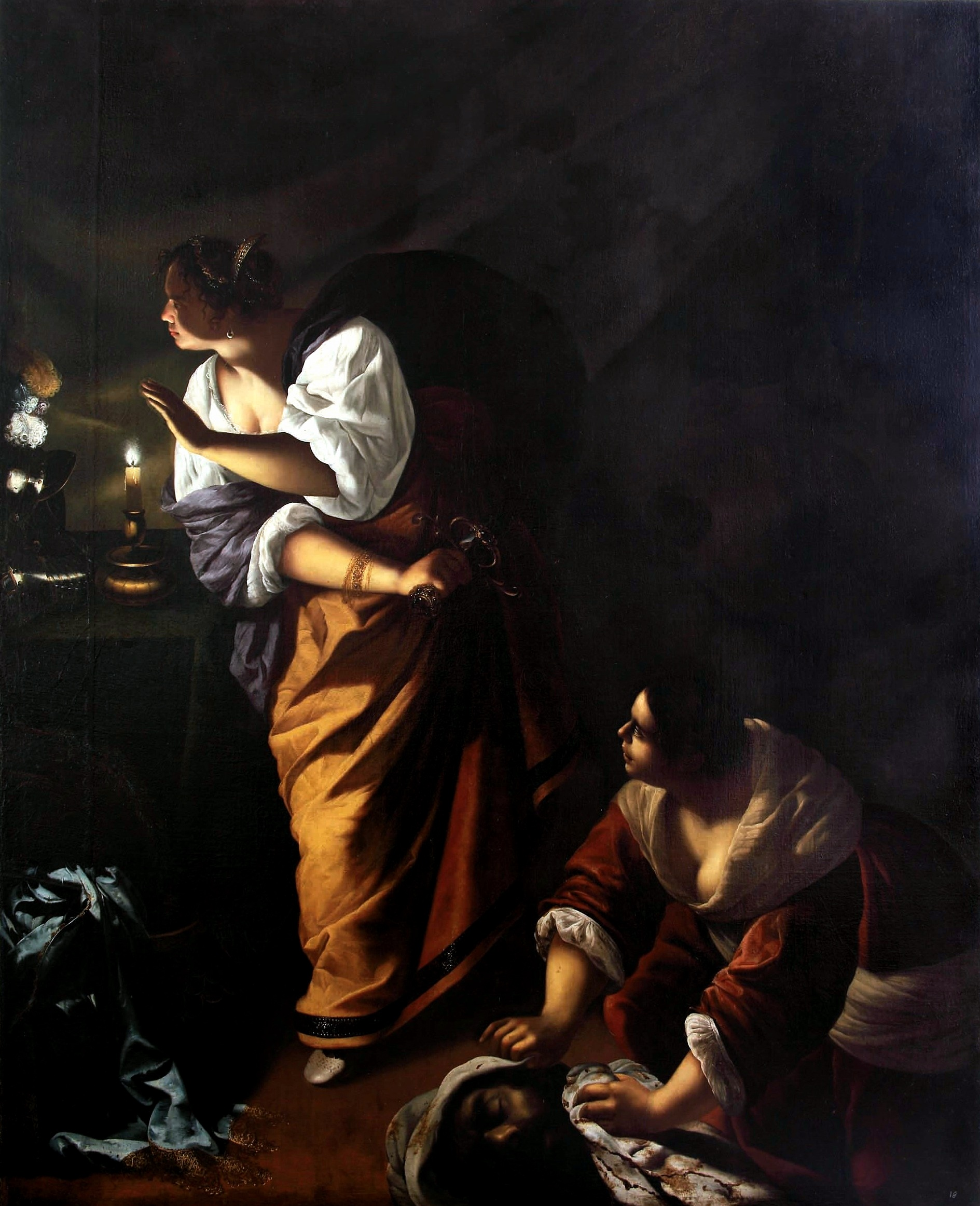
Judith et sa servante avec la tête d'Holopherne, 1645-1650 – Musée de Capodimonte, Naples.